# Jean Gachet
Jean Gachet (n. 2 iunie 1894, Saint-Étienne, Franța – d. 4 februarie 1968, Saint-Étienne, Franța) a fost un boxer ce a reprezentat Franța, medaliat olimpic. A participat la o ediție a Jocurilor Olimpice (1920) în care a câștigat o medalie de argint.

## Participări
Lista de mai jos prezintă principalele competiții la care a participat Jean Gachet de-a lungul carierei.
- boxing at the 1920 Summer Olympics – featherweight[*]